# رحیم‌آباد (بهاباد)
رحیم‌آباد (بافق)، روستایی از توابع بخش بهاباد شهرستان بافق در استان یزد ایران است.

## جمعیت
این روستا در دهستان جلگه قرار دارد و براساس سرشماری مرکز آمار ایران در سال ۱۴۰۲/۷/۱۳، جمعیت آن ۲۴۳ نفر (۷۰خانوار) بوده‌است.